# تپه لمس ج
تپه لمس ج در شهرستان ازنا، بخش مرکزی، دهستان پاچه لک غربی، حدود ۱/۵ کیلومتری شمال شرقی روستای متروکه لمس واقع شده و این اثر در تاریخ ۲۳ بهمن ۱۳۸۵ با شمارهٔ ثبت ۱۷۱۶۴ به‌عنوان یکی از آثار ملی ایران به ثبت رسیده است.